# Picture (Kino)
Picture is het debuutalbum van de Britse  muziekgroep Kino. Het album is opgenomen in de geluidsstudio van John Mitchell, genaamd Outhouse Studios in Reading. De band kwam bij elkaar als zijnde een uit de hand gelopen oefening voor Mitchells en Becks samenwerking in It Bites. Maitland verliet na de opname de band en Bob Dalton trad toe als drummer; Dalton zat ook al in It Bites. De naam Kino verdween net zo snel van de podia als dat ze gekomen was. Het album werd wisselend ontvangen binnen de niche van de progressieve rock; het zou te veel leunen naar melodieuzere mainstreampopmuziek. De band trad zelf op als muziekproducent, gesteund door Simon Hanhart, de toenmalige producent van Arena, waar Mitchell ook in gespeeld heeft. 
Het album kreeg bij InsideOut Music catalogusnummer 200.

## Musici
- John Mitchell – gitaar, zang, achtergrondzang
- John Beck – toetsinstrumenten, achtergrondzang, zang op Swimming in women
- Pete Trewavas – basgitaar, baspedalen, achtergrondzang
- Chris Maitland – drumstel, achtergrondzang

Met Melissa Carlton en Karl Middleton, zang op Loser's day parade

## Muziek
| Nr. | Titel              | Duur |
| --- | ------------------ | ---- |
| 1.  | Loser’s day parade | 9:04 |
| 2.  | Letting go         | 5:26 |
| 3.  | Leave a light on   | 6:17 |
| 4.  | Swimming in women  | 5:23 |
| 5.  | People             | 6:08 |
| 6.  | All you see        | 5:08 |
| 7.  | Perfect tense      | 4:16 |
| 8.  | Room for two       | 3:44 |
| 9.  | Holding on         | 7:09 |
| 10. | Picture            | 2:23 |

Er kwam ook een speciale editie uit met als tweede schijfje een dvd met daarop Leave a light on, Letting go, Swimming in women en Loser’s day parade; het waren opnamen uit te zenden door Rockpalast; Maitland was al vertrokken. In 2017 werd het album opnieuw uitgegeven, mede op het oog van het verschijnen van Kino’s tweede album. 